# Phymasterna gracilis
Phymasterna gracilis är en skalbaggsart som beskrevs av Stefan von Breuning 1957. Phymasterna gracilis ingår i släktet Phymasterna och familjen långhorningar.
Artens utbredningsområde är Madagaskar. Inga underarter finns listade i Catalogue of Life.